# Грачовка (Червоногвардійський район)
Грачо́вка (рос. Грачёвка) — село у складі Червоногвардійського району Оренбурзької області, Росія.

## Населення
Населення — 270 осіб (2010; 408 у 2002).
Національний склад (станом на 2002 рік):
- росіяни — 83 %